# Андреев, Николай Семёнович
Никола́й Семёнович Андре́ев (16 сентября 1915 — 22 июня 1986) — командир отделения автоматчиков 1-й гвардейской мотострелковой бригады гвардии старший сержант — на момент представления к награждению орденом Славы 1-й степени.

## Биография
Родился 16 июня 1915 года в поселке Стрельна (ныне — Петродворцового района Санкт-Петербурга). Окончил 5 классов. Трудился слесарем в трудовой колонии в поселке Новознаменка Красносельского района.
В начале Великой Отечественной войны Николай Андреев, освобожденный от призыва в армию, оказался на временно оккупированной территории. Противники, подозревая в каждом переодетого бойца Красной Армии, бросили его в лагерь военнопленных. В конце октября 1941 года Андреев бежал из лагеря, долго скитался по лесам и болотам, пока не встретился с партизанами. Стал бойцом-подрывником, активно участвовал в так называемой «рельсовой войне», совершал налеты на вражеские гарнизоны. В начале 1944 года под Полоцком партизаны соединились с наступавшими частями Красной Армии.
На фронте с января 1944 года. Был зачислен в 1-ю отдельную гвардейскую мотострелковую бригаду автоматчиком. В первых же боях в составе этой бригады он проявил себя отважным и умелым воином, участвовал в освобождении Минска, Бобруйска, Осиповичей.
В бою за город Бобруйск гвардии красноармеец Андреев первым ворвался в расположение противника и уничтожил 11 вражеских солдат. В одном из следующих боёв был ранен. Выздоровев, снова вернулся в родную часть, где его ждали боевые награды — орден Славы 3-й степени и медаль «За отвагу».
Приказом от 20 июля 1944 года гвардии красноармеец Андреев Николай Семёнович награждён орденом Славы 3-й степени.
В составе своей бригады участвовал в боях за освобождение Польши, отличился при прорыве глубоко эшелонированной обороны на реке Нарев севернее Варшавы зимой 1945 года. В бою за населенный пункт Широслав скрытно подобрался к дому и гранатой подавил находившуюся там огневую точку противника. 2 февраля при прорыве вражеской обороны уничтожил огневую точку противника и восемь вражеских солдат, вынес с поля боя тяжело раненного командира.
Приказом от 2 апреля 1945 года гвардии сержант Андреев Николай Семёнович награждён орденом Славы 2-й степени.
В апреле 1945 года развернулись ожесточенные бои на Одере. В наступлении с 25 апреля по 3 мая 1945 года гвардии старший сержант Андреев со своими автоматчиками действовал, как правило, в головном отряде. Автоматчики первыми врывались во вражеские траншеи,  уничтожали "фаустников", захватывали переправы.
В одном из боев при освобождении города Трептов Андреев первым ворвался во вражескую траншею, схватился врукопашную и уничтожил девять противников. Снова был ранен, но не покинул поле боя до тех пор, пока командир не приказал ему отправиться в медпункт.
Указом Президиума Верховного Совета СССР от 29 июня 1945 года за мужество, отвагу и героизм, гвардии старший сержант Андреев Николай Семёнович награждён орденом Славы 1-й степени. Стал полным кавалером ордена Славы.
Осенью 1945 года был демобилизован. Вернулся в Ленинград. Сначала трудился на авторемонтной базе, потом был инструктором в детской трудовой колонии, а с 1953 года работал слесарем на Ленинградском электромеханическом заводе. Жил в городе Петродворец. Скончался 22 июня 1986 года. Похоронен на Сергиевском кладбище.
Награждён орденами Отечественной войны 1-й степени, славы 3-х степеней, медалями, в том числе «За отвагу».